# National Soccer League 1978
La National Soccer League 1978 fue la segunda temporada de la National Soccer League, la liga de fútbol profesional en Australia. Desde 1977, la Federación de Fútbol de Australia (FFA) estuvo al frente de la organización.
En este certamen, el equipo Newcastle KB United de Newcastle participó por ser promovido de la segunda división. El campeón de esta edición fue el West Adelaide, por haber conseguido un total de 36 puntos; el equipo más goleador fue el Eastern Suburbs con 49, mientras que el Western Suburbs se retiró al final de la competición.

## Equipos participantes
| Equipo              | Ciudad     | Estadio                         |
| ------------------- | ---------- | ------------------------------- |
| Hakoah Sydney City  | Sydney     | Hensley Athletic Field          |
| Marconi Fairfield   | Fairfield  | Marconi Stadium                 |
| Fitzroy United      | Heidelberg | Olympic Village                 |
| Adelaide City       | Adelaide   | Adelaide City Park              |
| Western Suburbs     | Sydney     | -                               |
| St George-Budapest  | St George  | St George Stadium               |
| West Adelaide       | Adelaide   | Adelaide Shores Football Centre |
| Footscray JUST      | Melbourne  | Schintler Reserve               |
| Brisbane Lions      | Brisbane   | Luxury Paints Stadium           |
| Brisbane City       | Queensland | Spencer Park                    |
| South Melbourne     | Melbourne  | Lakeside Stadium                |
| Sydney Olympic      | Belmore    | Belmore Sports Ground           |
| Canberra City       | Canberra   | Canberra Stadium                |
| Newcastle KB United | Newcastle  | International Sports Centre     |

## Clasificación
| Posición              | Equipo              | PJ | PG | PE | PP | GF | GC | GD  | Puntos |
| --------------------- | ------------------- | -- | -- | -- | -- | -- | -- | --- | ------ |
| 1                     | West Adelaide       | 26 | 16 | 4  | 6  | 42 | 27 | +15 | 36     |
| 2                     | Eastern Suburbs     | 26 | 15 | 5  | 6  | 49 | 27 | +22 | 35     |
| 3                     | South Melbourne FC  | 26 | 12 | 8  | 6  | 45 | 30 | +15 | 32     |
| 4                     | Marconi Fairfield   | 26 | 12 | 6  | 8  | 46 | 31 | +15 | 30     |
| 5                     | Fitzroy United      | 26 | 9  | 8  | 9  | 39 | 39 | 0   | 26     |
| 6                     | Brisbane Lions      | 26 | 8  | 10 | 8  | 37 | 39 | -2  | 26     |
| 7                     | St. George Saints   | 26 | 11 | 3  | 12 | 41 | 40 | +1  | 25     |
| 8                     | Sydney Olympic      | 26 | 9  | 7  | 10 | 35 | 43 | -8  | 25     |
| 9                     | Western Suburbs     | 26 | 9  | 6  | 11 | 41 | 45 | -4  | 24     |
| 10                    | Adelaide City       | 26 | 9  | 6  | 11 | 38 | 44 | -6  | 24     |
| 11                    | Newcastle KB United | 26 | 6  | 10 | 10 | 33 | 40 | -7  | 22     |
| 12                    | Footscray JUST      | 26 | 7  | 8  | 11 | 29 | 37 | -8  | 22     |
| 13                    | Canberra City       | 26 | 5  | 10 | 11 | 28 | 41 | -13 | 20     |
| 14                    | Brisbane City       | 26 | 7  | 3  | 16 | 29 | 49 | -20 | 17     |
| Estadísticas finales. |                     |    |    |    |    |    |    |     |        |

| Nota: | Una victoria equivale a dos puntos y un empate a uno. |
|       |                                                       |
|       | Campeón de Australia.                                 |
|       | Equipo retirado al final de la temporada.             |

## Serie final
Los cuatro mejores equipos de la liga entraron en una serie de eliminación directa, sin embargo, el vencedor del gran partido final no fue considerado el ganador absoluto de la temporada.

## Premios
- Jugador del año: Ken Boden (Newcastle KB United)[4]
- Jugador del año sub-21: Ian Souness (Eastern Suburbs)[4]
- Goleador: Ken Boden (Newcastle KB United - 14 goles) y Clive Eaton (Western Suburbs - 14 goles)[4]
- Director técnico del año: Gary Chaldi (Eastern Suburbs)[4]